# Herb Skopja

Herb Skopja

Herb Skopja (mac. Грб на Скопје) – w tarczy herbowej przedstawiono symbole miasta – rzekę Wardar, przerzucony nad nią Kamienny Most oraz twierdzę Kale. W górnej części tarczy umieszczono ośnieżony szczyt Skopska Crna Gora, leżący w paśmie Szar Płanina – w górach, otaczający stolicę Macedonii Północnej.
Herb Skopja znajduje się także na fladze miasta.